# Bonzée
Bonzée is een gemeente in het Franse departement Meuse in de regio Grand Est en telt 350 inwoners (1999).

## Geschiedenis
De gemeente werd in 1977 gevormd door de fusie van de gemeenten Bonzée-en-Woëvre, Mesnil-sous-les-Côtes en Mont-Villers. Deze laatste gemeente was in 1965 ontstaan door de fusie van Mont-sous-les-Côtes en Villers-sous-Bonchamp. De gemeente maakt sinds de vorming deel uit van het arrondissement Verdun. Bonzée maakte deel uit van het kanton Fresnes-en-Woëvre tot het op 22 maart 2015 werd opgeheven en de gemeente onderdeel werd van het kanton Étain.

## Geografie
De oppervlakte van Bonzée bedraagt 20,5 km², de bevolkingsdichtheid is 17,1 inwoners per km².

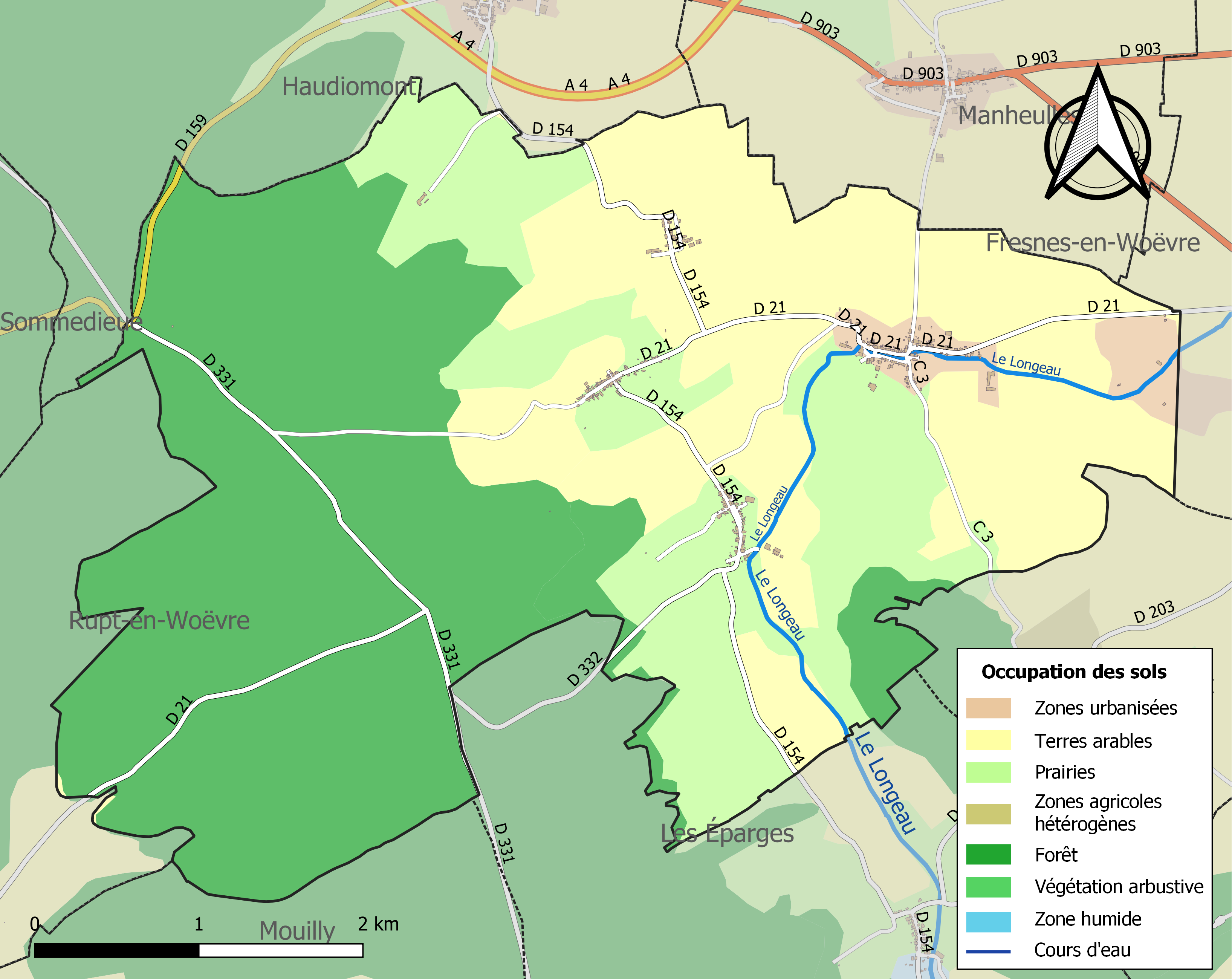
Kaart van de gemeente met de belangrijkste infrastructuur, bodemgebruik en omliggende gemeenten

## Demografie
Onderstaande figuur toont het verloop van het inwonertal (bron: INSEE-tellingen).
Avillers-Sainte-Croix · Boinville-en-Woëvre · Bonzée · Braquis · Buzy-Darmont · Combres-sous-les-Côtes · Dommartin-la-Montagne · Doncourt-aux-Templiers · Les Éparges · Étain · Fresnes-en-Woëvre · Fromezey · Gussainville · Hannonville-sous-les-Côtes · Harville · Haudiomont · Hennemont · Herbeuville · Herméville-en-Woëvre · Labeuville · Latour-en-Woëvre · Maizeray · Manheulles · Marchéville-en-Woëvre · Mouilly · Moulotte · Pareid · Parfondrupt · Pintheville · Riaville · Ronvaux · Saint-Hilaire-en-Woëvre · Saint-Jean-lès-Buzy · Saint-Remy-la-Calonne · Saulx-lès-Champlon · Thillot · Trésauvaux · Ville-en-Woëvre · Villers-sous-Pareid · Warcq · Watronville · Woël